# مقاطعة زوشورين
مقاطعة زوشورين هي مقاطعة تقع في إقليم شانشي، الصين. وهي تحت إدارة مدينة جينتشونغ.
بعد مقتل الجنرال الشيوعي زو شورين خلال الحرب العالمية الثانية، أعاد الحزب الشيوعي الصيني تسمية مقاطعة لياو ب «زوشورين» تكريما له.